# Gran Premio di Francia 1988
Il Gran Premio di Francia 1988 fu una gara di Formula 1, disputatasi il 3 luglio 1988 sul Circuito Paul Ricard. Fu la settima prova del mondiale 1988 e vide la vittoria di Alain Prost su McLaren - Honda, seguito da Ayrton Senna e da Michele Alboreto.

## Qualifiche
Dopo sei pole position consecutive di Senna, Prost riuscì a battere il compagno di squadra davanti al pubblico di casa; Berger fu l'unico a mantenere il distacco dai piloti della McLaren sotto il secondo, mentre gli altri, a partire da Alboreto, accusarono ritardi più consistenti. Alle spalle dei piloti della Ferrari si qualificarono le due Benetton di Boutsen e Nannini e le due Lotus di Piquet e Nakajima.

### Classifica
| Pos                     | No | Pilota             | Costruttore                    | Tempo    | Distacco |
| ----------------------- | -- | ------------------ | ------------------------------ | -------- | -------- |
| 1                       | 11 | Alain Prost        | McLaren - Honda                | 1'07"589 |          |
| 2                       | 12 | Ayrton Senna       | McLaren - Honda                | 1'08"067 | +0"478   |
| 3                       | 28 | Gerhard Berger     | Ferrari                        | 1'08"282 | +0"693   |
| 4                       | 27 | Michele Alboreto   | Ferrari                        | 1'09"422 | +1"833   |
| 5                       | 20 | Thierry Boutsen    | Benetton - Ford                | 1'09"587 | +1"998   |
| 6                       | 19 | Alessandro Nannini | Benetton - Ford                | 1'09"718 | +2"129   |
| 7                       | 1  | Nelson Piquet      | Lotus - Honda                  | 1'09"734 | +2"145   |
| 8                       | 2  | Satoru Nakajima    | Lotus - Honda                  | 1'10"250 | +2"661   |
| 9                       | 5  | Nigel Mansell      | Williams - Judd                | 1'10"338 | +2"749   |
| 10                      | 16 | Ivan Capelli       | March - Judd                   | 1'10"496 | +2"907   |
| 11                      | 17 | Derek Warwick      | Arrows - Megatron              | 1'10"634 | +3"045   |
| 12                      | 22 | Andrea De Cesaris  | Rial - Ford                    | 1'10"861 | +3"272   |
| 13                      | 18 | Eddie Cheever      | Arrows - Megatron              | 1'10"979 | +3"390   |
| 14                      | 36 | Alex Caffi         | Dallara Scuderia Italia - Ford | 1'11"211 | +3"622   |
| 15                      | 6  | Riccardo Patrese   | Williams - Judd                | 1'11"286 | +3"697   |
| 16                      | 15 | Maurício Gugelmin  | March - Judd                   | 1'11"315 | +3"726   |
| 17                      | 14 | Philippe Streiff   | AGS - Ford                     | 1'11"466 | +3"877   |
| 18                      | 30 | Philippe Alliot    | Lola Larrousse - Ford          | 1'11"509 | +3"922   |
| 19                      | 29 | Yannick Dalmas     | Lola Larrousse - Ford          | 1'11"747 | +4"158   |
| 20                      | 33 | Stefano Modena     | EuroBrun - Ford                | 1'12"007 | +4"418   |
| 21                      | 10 | Bernd Schneider    | Zakspeed                       | 1'12"026 | +4"437   |
| 22                      | 23 | Pierluigi Martini  | Minardi - Ford                 | 1'12"268 | +4"679   |
| 23                      | 3  | Jonathan Palmer    | Tyrrell - Ford                 | 1'12"316 | +4"727   |
| 24                      | 21 | Nicola Larini      | Osella - Alfa Romeo            | 1'12"406 | +4"817   |
| 25                      | 24 | Luis Pérez-Sala    | Minardi - Ford                 | 1'12"525 | +4"936   |
| 26                      | 32 | Oscar Larrauri     | EuroBrun - Ford                | 1'12"538 | +4"949   |
| Vetture non qualificate |    |                    |                                |          |          |
| NQ                      | 25 | René Arnoux        | Ligier - Judd                  | 1'12"654 | +5"065   |
| NQ                      | 4  | Julian Bailey      | Tyrrell - Ford                 | 1'12"697 | +5"108   |
| NQ                      | 26 | Stefan Johansson   | Ligier - Judd                  | 1'12"801 | +5"212   |

## Gara
Al via Prost mantenne il comando davanti a Senna; il brasiliano sopravanzò il compagno di squadra durante i cambi gomme a metà gara, ma poi iniziò ad essere rallentato da problemi al cambio, consentendo a Prost di riavvicinarglisi. Il francese superò il rivale nel corso del 61º giro, con una mossa memorabile: i due raggiunsero un gruppo di doppiati e Prost si staccò volontariamente da Senna. Quando questi, all'uscita da Signes, fu rallentato da Piquet, Prost lo attaccò per il delirio del suo pubblico.
Nonostante l'avaria al cambio, Senna riuscì a giungere al traguardo in seconda posizione. I piloti della Ferrari si contesero a lungo l'ultimo posto sul podio, conquistato alla fine da Alboreto; quinto giunse Piquet, autore di una gara solitaria, mentre Nannini chiuse in sesta posizione.

### Classifica
| Pos | N. | Pilota             | Costruttore/Motore             | Giri | Tempo/Ritiro                      | Griglia | Punti |
| --- | -- | ------------------ | ------------------------------ | ---- | --------------------------------- | ------- | ----- |
| 1   | 11 | Alain Prost        | McLaren - Honda                | 80   | 1h37'37"328                       | 1       | 9     |
| 2   | 12 | Ayrton Senna       | McLaren - Honda                | 80   | + 31"752                          | 2       | 6     |
| 3   | 27 | Michele Alboreto   | Ferrari                        | 80   | + 1'06"505                        | 4       | 4     |
| 4   | 28 | Gerhard Berger     | Ferrari                        | 79   | + 1 giro                          | 3       | 3     |
| 5   | 1  | Nelson Piquet      | Lotus - Honda                  | 79   | + 1 giro                          | 7       | 2     |
| 6   | 19 | Alessandro Nannini | Benetton - Ford                | 79   | + 1 giro                          | 6       | 1     |
| 7   | 2  | Satoru Nakajima    | Lotus - Honda                  | 79   | + 1 giro                          | 8       |       |
| 8   | 15 | Maurício Gugelmin  | March - Judd                   | 79   | + 1 giro                          | 16      |       |
| 9   | 16 | Ivan Capelli       | March - Judd                   | 79   | + 1 giro                          | 10      |       |
| 10  | 22 | Andrea De Cesaris  | Rial - Ford                    | 78   | + 2 giri                          | 12      |       |
| 11  | 18 | Eddie Cheever      | Arrows - Megatron              | 78   | + 2 giri                          | 13      |       |
| 12  | 36 | Alex Caffi         | Dallara Scuderia Italia - Ford | 78   | + 2 giri                          | 14      |       |
| 13  | 29 | Yannick Dalmas     | Lola Larrousse - Ford          | 78   | + 2 giri                          | 19      |       |
| 14  | 33 | Stefano Modena     | EuroBrun - Ford                | 77   | + 3 giri                          | 20      |       |
| 15  | 23 | Pierluigi Martini  | Minardi - Ford                 | 77   | + 3 giri                          | 22      |       |
| NC  | 24 | Luis Pérez-Sala    | Minardi - Ford                 | 70   | Non classificato                  | 25      |       |
| Rit | 32 | Oscar Larrauri     | EuroBrun - Ford                | 64   | Problemi alla frizione            | 26      |       |
| Rit | 21 | Nicola Larini      | Osella - Alfa Romeo            | 56   | Problemi al semiasse              | 24      |       |
| Rit | 10 | Bernd Schneider    | Zakspeed                       | 55   | Cambio                            | 21      |       |
| Rit | 5  | Nigel Mansell      | Williams - Judd                | 48   | Sospensioni                       | 9       |       |
| Rit | 30 | Philippe Alliot    | Lola Larrousse - Ford          | 46   | Problemi elettrici                | 18      |       |
| Rit | 3  | Jonathan Palmer    | Tyrrell - Ford                 | 40   | Motore                            | 23      |       |
| Rit | 6  | Riccardo Patrese   | Williams - Judd                | 35   | Freni                             | 15      |       |
| Rit | 20 | Thierry Boutsen    | Benetton - Ford                | 28   | Motore                            | 5       |       |
| Rit | 14 | Philippe Streiff   | AGS - Ford                     | 20   | Problema della perdita di benzina | 17      |       |
| Rit | 17 | Derek Warwick      | Arrows - Megatron              | 11   | Testacoda                         | 11      |       |
| NQ  | 25 | René Arnoux        | Ligier - Judd                  |      |                                   |         |       |
| NQ  | 4  | Julian Bailey      | Tyrrell - Ford                 |      |                                   |         |       |
| NQ  | 26 | Stefan Johansson   | Ligier - Judd                  |      |                                   |         |       |
| NPQ | 31 | Gabriele Tarquini  | Coloni - Ford                  |      |                                   |         |       |
| EX  | 9  | Piercarlo Ghinzani | Zakspeed                       |      | Escluso                           |         |       |

## Classifiche

### Piloti
| Pos. | Pilota             | Punti |
| ---- | ------------------ | ----- |
| 1    | Alain Prost        | 54    |
| 2    | Ayrton Senna       | 39    |
| 3    | Gerhard Berger     | 21    |
| 4    | Michele Alboreto   | 13    |
| 5    | Nelson Piquet      | 13    |
| 6    | Thierry Boutsen    | 11    |
| 7    | Derek Warwick      | 8     |
| 8    | Jonathan Palmer    | 5     |
| 9    | Andrea De Cesaris  | 3     |
| 10   | Ivan Capelli       | 2     |
| 11   | Alessandro Nannini | 2     |
| 12   | Riccardo Patrese   | 1     |
| 13   | Satoru Nakajima    | 1     |
| 14   | Eddie Cheever      | 1     |
| 15   | Pierluigi Martini  | 1     |

### Costruttori
| Pos. | Team              | Punti |
| ---- | ----------------- | ----- |
| 1    | McLaren - Honda   | 93    |
| 2    | Ferrari           | 34    |
| 3    | Lotus - Honda     | 14    |
| 4    | Benetton - Ford   | 13    |
| 5    | Arrows - Megatron | 9     |
| 6    | Tyrrell - Ford    | 5     |
| 7    | Rial - Ford       | 3     |
| 8    | March - Judd      | 2     |
| 9    | Williams - Judd   | 1     |
| 10   | Minardi - Ford    | 1     |

## Fonti
- Sito di The Official Formula 1, su formula1.com. URL consultato il 10 giugno 2009.
- (EN) 1988 Grand Prix of France, su silhouet.com, Teamdan.org. URL consultato il 20 dicembre 2009.
- (EN) Grand Prix Results: French GP, 1988, su grandprix.com. URL consultato il 20 dicembre 2009.